# Velké plivské jezero
Velké plivské jezero (bosensky Veliko plivsko jezero se nachází v centrální části Bosny a Hercegoviny, v blízkosti města Jajce. Vzniklo v mírně zvlněné krajině na řece Plivě. Jeho hladina je ve výšce 425 m n. m. Dlouhé je 3,3 km, široké 400 m, v nejdelší části až 700 m, hluboké je 36 m. Jezero získalo svojí současnou podobu výstavbou malé vodní elektrárny u Jajce, která využila místního vyššího spádu vody. 
Po severním břehu jezera je vedena silnice, po jižním břehu byla vedena úzkorozchodná železnice Bosenské dráhy, zrušená v 70. letech 20. století.